# J&Kコーポレーション
株式会社 J&Kコーポレーション(英:J&K CORPORATION Co,LTD.)は、日本のアニメーションの原画･動画･仕上げ･背景作業を主な事業内容とする日本の企業である。

## 概要
1996年に動画･仕上げを請け負うために前身である中国常州金鈴美術制作有限公司を設立。
長らく日本のアニメ制作会社数社と提携し専属で業務を請け負っていたが、
事業拡大に伴い他社からの仕事も受注できるように日本国内にて業務窓口会社J&Kコーポレーションを設立する。
クレジットは主にJ&Kコーポレーションまたは、J&Kと表記される